# Joseph du Sacré-Cœur

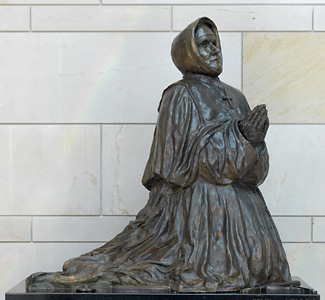
Bronzestatue von Joseph du Sacré-Cœur im Kapitol (Washington)

Joseph du Sacré-Cœur (in den Vereinigten Staaten auch Joseph of the Sacred Heart oder Mother Joseph genannt), gebürtig Esther Pariseau (Parizeau), (* 16. April 1823 in Saint-Martin (Québec), Laval (Québec), Kanada; † 19. Januar 1902 in Vancouver, Washington (Bundesstaat), Vereinigte Staaten) war Ordensschwester der Sœurs de la charité de la Providence (Congregatio Sororum a Providentia S.P.) und Architektin. Mother Joseph begründete die erste Niederlassung dieser Kongregation in den Vereinigten Staaten im Jahre 1856.

## Leben
Esther Pariseau, die Tochter eines Stellmachers, trat am 26. Dezember 1843 in die wenige Monate zuvor gegründeten Kongregation der Seligen Émilie Gamelin ein. Sie wurde am 21. Juli 1845 eingekleidet und erhielt den Ordensnamen Joseph du Sacré-Cœur. In der Folge erlernte sie die Krankenpflege und Paramentenstickerei. Sie war handwerklich durch den Unterricht ihres Vaters und in allen weiblichen Fertigkeiten sehr geschickt und wurde deshalb ausgewählt, eine Niederlassung im Bistum Nesqually, im US-amerikanischen Bundesstaat Washington zu errichten. Mit einigen anderen Schwestern ging sie in diese entlegene Gegend. Sie errichteten mit eigener Hand das Kloster und eine Schule.
Im Jahr 1866 legte Sr. Joseph ihr Amt als Superiorin dieses Hauses nieder und widmete sich als Ökonomin der Finanzierung der Niederlassungen im Westen Kanadas und im Nordwesten der Vereinigten Staaten. Ab den 1870er Jahren leitete sie den Bau vieler Krankenhäuser (15), Waisenhäuser, Schulen (9) und Erziehungseinrichtungen im Nordwesten der USA und in Kanada. Durch diese unermüdliche Bautätigkeit erlangte sie große Bekanntheit. Im Jahr 1894 wurde sie zur Provinzrätin (Ratsschwester der Provinz) ernannt.
Bis zum Ende ihres Lebens war sie mit dem Bau eines Waisenhauses beschäftigt. 1902 starb Sr. Joseph an einem Gehirntumor; ihre letzten Worte forderte ihre Mitschwester zu steter Fürsorge für die Armen auf: „Alles, was die Armen betrifft, ist immer unsere Sache!“ Sr. Joseph wurde auf dem St. James Acres Catholic Cemetery in Vancouver (WA) beigesetzt. Seit dem 28. Mai 2007 trägt der Friedhof ihren Namen. Außer ihrem Grabstein befindet sich dort eine Statue: Mutter Joseph betend, an ihrer Seite Handwerkzeug.
Mother Joseph du Sacré-Cœur und Sr. Bernarda Morin haben wesentlich zur weltweiten Ausbreitung der Kongregation der Barmherzigen Schwestern von der (göttlichen) Vorsehung beigetragen.

## Bedeutung
Mutter Joseph du Sacré-Cœur gilt als eine der ersten Architektinnen im Nordwesten der USA.
Der Kongress der Vereinigten Staaten ehrte das Wirken Mother Josephs im Jahre 1980 mit einer Bronzestatue von Felix de Weldon (Bildhauer des United States Marine Corps War Memorial) in der National Statuary Hall im Kapitol (Washington). Mother Joseph ist eine von fünf katholischen Missionaren der USA, die dort geehrt werden. Sie ist dort kniend mit gefalteten Händen dargestellt, auf dem Sockel liegen Bauwerkzeuge.
Auch die Stadt Vancouver (Washington) ehrte sie mit einer Statue; dort gilt die 1868 errichtete Mother Joseph's Providence Academy, wie sie heute heißt, als „bemerkenswertes Bauwerk“: Seinerzeit war die Schule mit angeschlossenem Waisenhaus der größte aus Ziegeln errichtete Bau nördlich von San Francisco.
Das National Cowgirl Museum and Hall of Fame in Fort Worth, Texas, hat ihr seit 1981 eine Statue in der Hall of Fame gewidmet.
Im Bundesstaat Washington wird ihr Geburtstag als Mother Joseph Day gefeiert.